# Отлочин (гміна Александрув-Куявський)
Отлочин (пол. Otłoczyn, нім. Krügershauland) — село в Польщі, у гміні Александрув-Куявський Александровського повіту Куявсько-Поморського воєводства.
Населення — 467 осіб (2011).
У 1975-1998 роках село належало до Влоцлавського воєводства.

## Демографія
Демографічна структура станом на 31 березня 2011 року:
|          | Загалом | Допрацездатний вік | Працездатний вік | Постпрацездатний вік |
| -------- | ------- | ------------------ | ---------------- | -------------------- |
| Чоловіки | 222     | 41                 | 157              | 24                   |
| Жінки    | 245     | 55                 | 141              | 49                   |
| Разом    | 467     | 96                 | 298              | 73                   |